# Too Mean to Die
Too Mean to Die è il sedicesimo album in studio del gruppo musicale tedesco Accept, pubblicato nel 2021.

## Tracce
1. Zombie Apocalypse – 5:35
2. Too Mean to Die – 4:21
3. Overnight Sensation – 4:24
4. No One's Master – 4:10
5. The Undertaker – 5:37
6. Sucks to Be You – 4:05
7. Symphony of Pain – 4:39
8. The Best Is Yet to Come – 4:47
9. How Do We Sleep – 5:41
10. Not My Problem – 4:21
11. Samson and Delilah – 4:31

## Formazione
- Mark Tornillo – voce
- Wolf Hoffmann – chitarra solista
- Uwe Lulis – chitarra
- Philip Shouse – chitarra
- Martin Motnik – basso
- Christopher Williams – batteria